# Jocs Panafricans de 2003
Els Jocs Panafricans de 2003 van ser la vuitena edició dels Jocs Panafricans i es van celebrar entre el 5 d'octubre de 1965 i el 17 d'octubre de 1965 a Abuja, Nigèria.

## Medaller
País amfitrió en negreta.
| Medaller dels Jocs Panafricans de 2003 | Medaller dels Jocs Panafricans de 2003 | Medaller dels Jocs Panafricans de 2003 | Medaller dels Jocs Panafricans de 2003 | Medaller dels Jocs Panafricans de 2003 | Medaller dels Jocs Panafricans de 2003 |
| -------------------------------------- | -------------------------------------- | -------------------------------------- | -------------------------------------- | -------------------------------------- | -------------------------------------- |
| Posició                                | País                                   | Or                                     | Argent                                 | Bronze                                 | Total                                  |
| 1                                      | Nigèria                                | 85                                     | 90                                     | 65                                     | 226                                    |
| 2                                      | Egipte                                 | 80                                     | 62                                     | 72                                     | 214                                    |
| 3                                      | Sud-àfrica                             | 63                                     | 59                                     | 49                                     | 171                                    |
| 4                                      | Algèria                                | 32                                     | 24                                     | 31                                     | 87                                     |
| 5                                      | Tunísia                                | 30                                     | 29                                     | 30                                     | 89                                     |
| 6                                      | Camerun                                | 8                                      | 4                                      | 23                                     | 35                                     |
| 7                                      | Senegal                                | 6                                      | 9                                      | 19                                     | 34                                     |
| 8                                      | Etiòpia                                | 5                                      | 8                                      | 7                                      | 20                                     |
| 9                                      | Kenya                                  | 5                                      | 5                                      | 4                                      | 14                                     |
| 10                                     | Ghana                                  | 4                                      | 5                                      | 16                                     | 25                                     |
| 11                                     | Botswana                               | 4                                      | 1                                      | 6                                      | 11                                     |
| 12                                     | Angola                                 | 3                                      | 3                                      | 7                                      | 13                                     |
| 13                                     | Madagascar                             | 3                                      | 0                                      | 3                                      | 6                                      |
| 14                                     | Líbia                                  | 2                                      | 3                                      | 5                                      | 10                                     |
| 15                                     | Zimbàbue                               | 2                                      | 3                                      | 2                                      | 7                                      |
| 16                                     | Lesotho                                | 2                                      | 1                                      | 3                                      | 6                                      |
| 17                                     | Costa d'Ivori                          | 1                                      | 1                                      | 7                                      | 9                                      |
| 18                                     | Tanzània                               | 1                                      | 0                                      | 1                                      | 2                                      |
| 19                                     | Cap Verd                               | 1                                      | 0                                      | 0                                      | 1                                      |
| 19                                     | República Centreafricana               | 1                                      | 0                                      | 0                                      | 1                                      |
| 21                                     | Seychelles                             | 0                                      | 10                                     | 6                                      | 16                                     |
| 22                                     | Namíbia                                | 0                                      | 3                                      | 4                                      | 7                                      |
| 23                                     | Congo                                  | 0                                      | 1                                      | 5                                      | 6                                      |
| 23                                     | Mali                                   | 0                                      | 1                                      | 5                                      | 6                                      |
| 23                                     | Zàmbia                                 | 0                                      | 1                                      | 5                                      | 6                                      |
| 26                                     | Uganda                                 | 0                                      | 1                                      | 4                                      | 5                                      |
| 27                                     | Benín                                  | 0                                      | 1                                      | 2                                      | 3                                      |
| 28                                     | República Democràtica del Congo        | 0                                      | 1                                      | 1                                      | 2                                      |
| 29                                     | Gabon                                  | 0                                      | 1                                      | 0                                      | 1                                      |
| 29                                     | Gàmbia                                 | 0                                      | 1                                      | 0                                      | 1                                      |
| 31                                     | Burkina Faso                           | 0                                      | 0                                      | 3                                      | 3                                      |
| 31                                     | Maurici                                | 0                                      | 0                                      | 3                                      | 3                                      |
| 31                                     | Níger                                  | 0                                      | 0                                      | 3                                      | 3                                      |
| 31                                     | Togo                                   | 0                                      | 0                                      | 3                                      | 3                                      |
| 35                                     | Sudan                                  | 0                                      | 0                                      | 2                                      | 2                                      |
| 36                                     | Guinea                                 | 0                                      | 0                                      | 1                                      | 1                                      |
| 36                                     | São Tomé i Príncipe                    | 0                                      | 0                                      | 1                                      | 1                                      |
| 36                                     | Sierra Leone                           | 0                                      | 0                                      | 1                                      | 1                                      |
|                                        |                                        |                                        |                                        |                                        |                                        |

## Resultats

### Atletisme
Mary Onyali de Nigèria guanyà medalles d'or als 100 metres i 200 metres, obtenint les seves tercera i quarta medalles des de 1991. Kutre Dulecha guanyà la seva tercera medalla consecutiva en els 1500 metres. Nigèria guanyà les dues curses de relleus femenines.

### Boxa
El campionat de boxa dels Jocs Panafricans de 2003 serví de classificació per als Jocs Olímpics d'Estiu de 2004 d'Atenes. Un total de 182 lluitadors de 27 països hi prengueren part. Nigèria (4 ors, 3 plates, cap bronze) encapçalà el medaller dseguida d'Egipte (3 ors, 2 plates, 2 bronzes) i Algèria (2 ors, 1 plata, 4 bronzes). Tots els finalistes assoliren plaça per als Jocs. Dos altres rondes classificatòries es disputaren més tard a Casablanca, Marroc (gener, 2004) i Gaborone, Botswana (març, 2004).

### Hoquei sobre herba
- Homes: 1. Egipte, 2. Sud-àfrica, 3. Ghana, 4. Nigèria, 5. Zimbàbue[1]
- Dones. 1. Sud-àfrica, 2. Nigèria, 3. Ghana, 4. Kenya, 5. Namíbia, 6. Zimbàbue[2]

### Futbol
La competició de futbol fou guanyada pel Camerun, esdevenint la primera selecció a guanyar tres cops aquest torneig. També fou introduïda la competició femenina, que fou guanyada per Nigèria.
| Medalla | País    |
| ------- | ------- |
| Or      | Camerun |
| Argent  | Nigèria |
| Bronze  | Ghana   |

| Medalla | País       |
| ------- | ---------- |
| Or      | Nigèria    |
| Argent  | Sud-àfrica |
| Bronze  | Camerun    |

### Esquaix
| Event:              | Or                        | Argent                  | Bronze                                               |
| Individual masculí: | Karim Darwish, Egipte     | Mohammed Abbas, Egipte  | Rudney Durbach, Sud-àfrica Adrian Hansen, Sud-àfrica |
| Individual femení:  | Omneya Abdel Kawy, Egipte | Engy Kheirallah, Egipte | Eman el Amir, Egipte Amnah el Trabolsy, Egipte       |
| Per equips masculí: | Egipte                    | Sud-àfrica              | Nigeria Zàmbia                                       |
| Per equips femení:  | Egipte                    | Sud-àfrica              | Nigèria                                              |